# 齐齐哈尔医学院第二附属医院
齐齐哈尔医学院第二附属医院始建于1972年，1985年成为齐齐哈尔医学院的附属医院，是一所科室齐全、设置合理，集医疗、教学、科研、康复、急救于一体的现代化综合性医院。医院先后被卫生部命名为“三级甲等医院”；被世界卫生组织授予爱婴医院；被市委、市政府授予市级文明单位称号。2005年，医院因违规出租承包科室被取消“三级甲等医院”。2006年已经恢复三级甲等医院地位。